# Greenwich Village
Greenwich Village, i folkemunde kendt som the Village, er et område af Manhattan i New York. Området grænser mod Broadway i øst, Hudson River i vest, Houston Street i syd og 14th Street i nord. Greenwich Village er et udpræget boligstrøg, med mange cafeer, restauranter og mindre forretninger som dominerer gadebilledet, og bydelen er kendt for sin bohemekultur. Washington Square Park, med den berømte triumfbue Washington Square Arch ligger i Greenwich Village, i lighed med New York University.
Greenwich Village var i udgangspunktet sin egen by, grundlagt i 1630-tallet af hollænderne under navnet Noortwyck. Da englænderne senere erobrede New York, fik området sit nuværende navn.
40°44′01″N 74°00′10″V / 40.7336°N 74.0028°V